# Phalaenopsis lueddemanniana
Phalaenopsis lueddemanniana – gatunek rośliny z rodziny storczykowatych (Orchidaceae). Występuje na Filipinach. Kwitnie od kwietnia do września. Gatunek wykorzystywany jest w hodowli storczyków do uzyskiwania odmian uprawnych o kwiatach paskowanych, a z użyciem odmian także o kwiatach białych z barwną warżką oraz żółtych. Okwiat po zapyleniu zielenieje i pełni funkcję asymilacyjną. 

## Morfologia

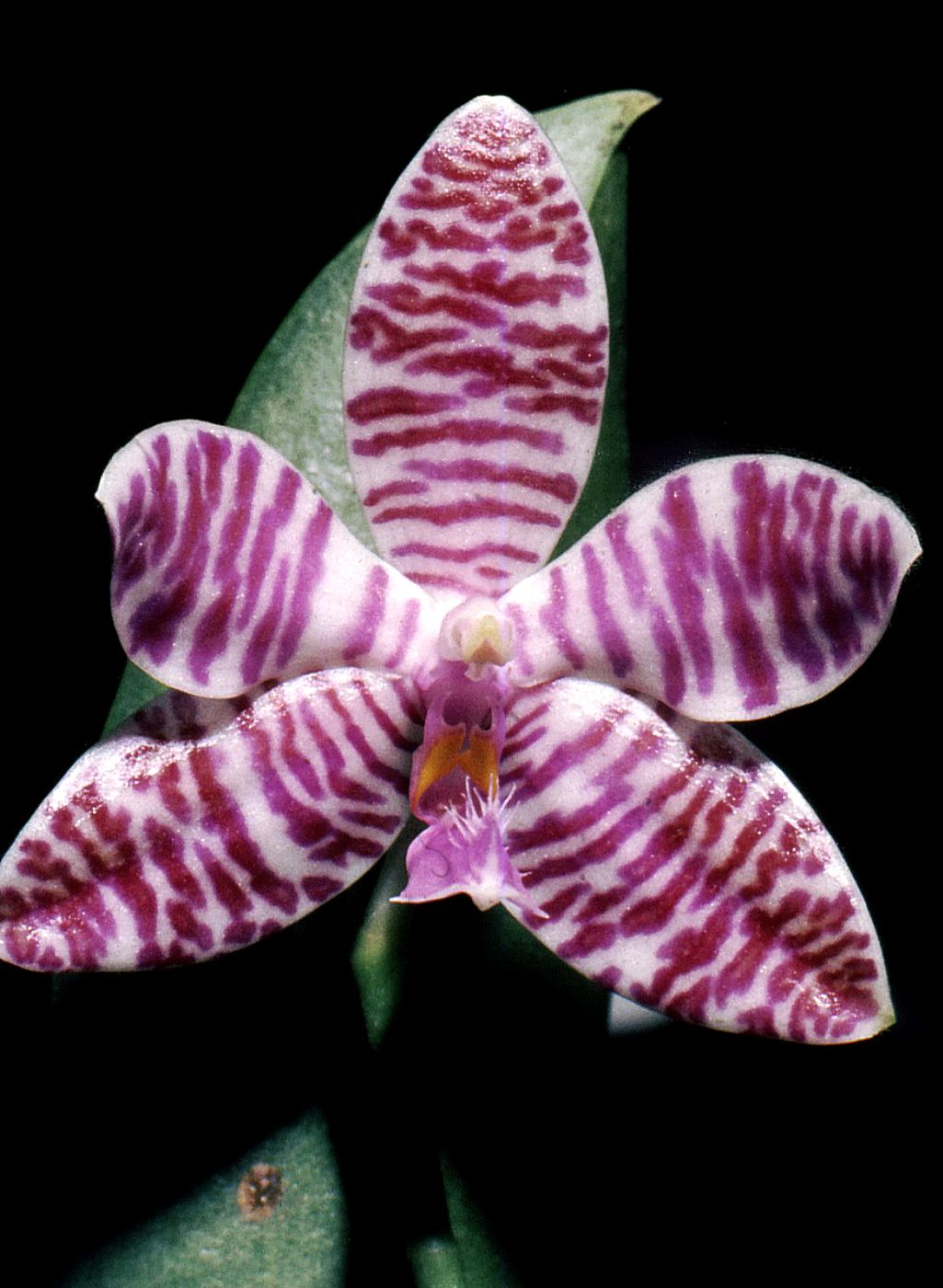
Kwiat

LiścieZwykle od 6 do 8. Są sztywne i żółtozielone. Osiągają do 30 cm długości i 9 cm szerokości.
KwiatyRozwijają się kolejno przez ok. 2 miesiące, w jednym momencie zazwyczaj kwitnie od 2 do 7 kwiatów o średnicy 5 cm. Ich listki okwiatu są podobnych rozmiarów (z wyjątkiem odmiennej warżki). Listki okwiatu są zazwyczaj różowopurpurowe lub żółte i brązowe, często z białymi paskami. Warżka 3-klapowa z rozdwojonymi łatkami bocznymi. Łatka środkowa zwykle jasnofioletowa, biało obrzeżona i biało omszona.

## Systematyka
Gatunek klasyfikowany do podrodzaju Polychilos i sekcji Amboinenses.